# Bókay Árpád

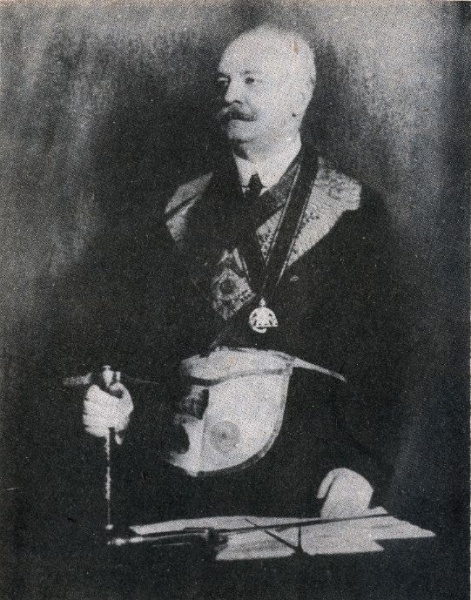
Bókay Árpád szabadkőműves nagymesteri öltözékben

Bókai Bókay Árpád (Pest, 1856. augusztus 15. – Budapest, 1919. október 20.) belgyógyász, farmakológus, egyetemi tanár, a Magyar Tudományos Akadémia levelező tagja (1896), a Bókaytelep nevű XVIII. kerületi (pestszentlőrinci) városrész névadója. Ifjabb bókai Bókay János (1858–1937) orvos fivére.

## Életpályája
Idősebb Bókai János (1822–1884) és szántói Szabó Judit (1831–1916) fia. Orvosi diplomáját 1879-ben kapta meg. Pályáját egyetemi tanársegédként kezdte az egyetem gyógyszertani intézetében. Belgyógyász és farmakológus, a belgyógyászati vizsgálati módszerek magántanára (1881–83), a kolozsvári egyetemen az általános kór-, gyógytan és gyógyszertan professzora (1883–1890), 1890-től a budapesti egyetemen a gyógyszertan tanára, 1900-1902 között a kar dékánja.
Egy évvel után, a fivére után, 1897. április 11-én nemességet, családi címert, és ugyanazt a "bókai" nemesi előnevet szerezte I. Ferenc József magyar királytól.
Szerkesztője és alapítója a Magyar Orvosi Archívumnak, alapmunkák szerzője: vénygyűjteménye tizenkét kiadást ért meg 1888 és 1915 között. Korányi Frigyessel és Kétly Károllyal együtt adta ki a Belgyógyászat kézikönyve sorozatot. A belgyógyászat kézikönyve című hatkötetes munkája sokáig volt a képzés és a praxis bibliája.
Sokáig volt az Országos Balneológia Egyesület elnöke, irányításával alapozta meg Budapest a maga modernkori fürdőkultúráját s intézményrendszerét.
1902-ben lépett be a Pátria szabadkőműves páholyba, 1915-től haláláig a Magyarországi Symbolikus Nagypáholy választott vezetője, nagymestere.

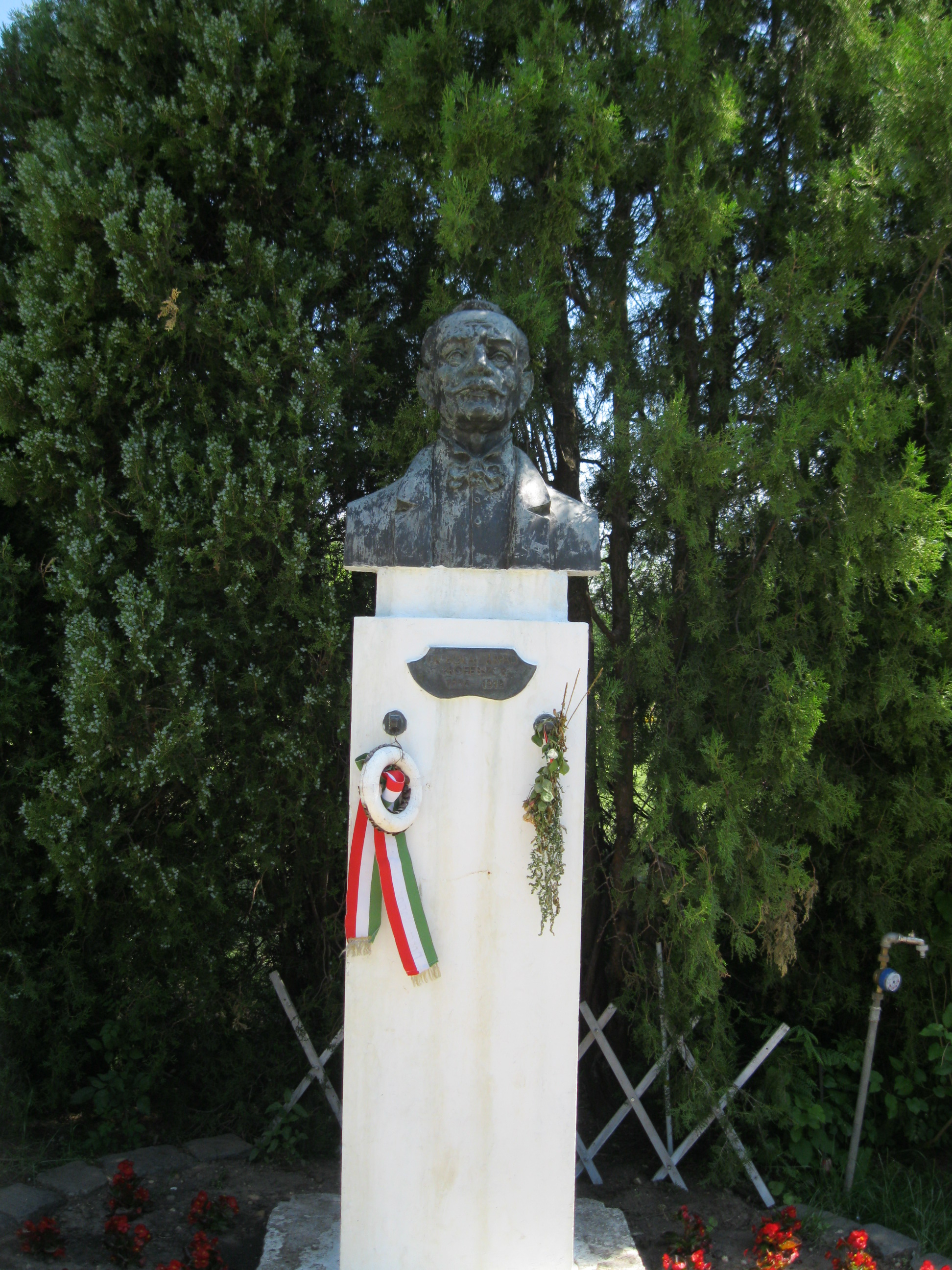
Mellszobra a bókaytelepi Bókay-kertben

## Házassága és gyermekei
Feleségül vette az előkelő polgári származású Herrich Szidónia (1863–1946) kisasszonyt, Herrich Károly (1818–1888), vízépítő mérnök, miniszteri tanácsos, és Deák Szidónia (1843–1880) lányát. Házasságukból született:
- bókai dr. Bókay Zoltán (1885–1955), gyermekorvos, Debreceni Egyetem gyermek-klinikájának a volt igazgatója.[7]
- bókai Bókay Nadine (1887–1957).[8] Férje verebélyi dr. Verebély Tibor (1875–1941),[9] orvosdoktor, egyetemi tanár volt.
- bókai Bókay Judit (1892–1980).[10] Férje verebélyi Verebély László (1883–1959), műegyetemi tanár, MTA levelező tagja volt.[11]
- bókai Bókay Árpád (1899–1974).[12] Felesége Korbuly Erzsébet Matild (1904–1985) volt, Korbuly Károly[13] gépészmérnök lánya.

## Kitüntetései
- Pestszentlőrinc – Pestszentimre Díszpolgára (1996)

## Főbb művei
- A köpetek kórjelzéstani szempontból; Khór-Wein Ny., Bp., 1880
- Vénygyűjtemény (I-IV., Bp., 1889)
- Újabb gyógyszerek. Gyakorló orvosok és gyógyszerészek igényeire tekintettel; Grill, Bp., 1891
- Hazai és külföldi ásványvizek és fürdők összehasonlítása; Eggenberger, Bp., 1895 (Fürdőirodalmi könyvtár)
- Újabb gyógyszerek és gyógymódok (Orvosi Hetilap melléklete 1894)
- Gyakorlatilag fontosabb mérgezések (Belgyógyászati Kézikönyv, I-II, Bp., 1896)
- A franczia szabadkőművességről; Uránia Ny., Bp., 1906
- Hat előadás az általános gyógyszertan köréből; Mai H. és Fia Könyvker., Bp., 1908 (Markusovszky-féle egyetemi jubiláris előadások)
- A célszerű és olcsó táplálkozás; Országos Ismeretterjesztő Társulat, Bp., 1911
- Semmelweis serlegbeszéd (Bp., 1912)
- Ez a Bókay, úgy látszik, intelligens ember! Egy jeles orvos a régi Pestről; szerk., sajtó alá rend. Buza Péter, tan. Kapronczay Károly, jegyz. Buza Péter et al.; Száz Magyar Falu Könyvesháza Kht., Bp., 2003

Kisebb műveinek különlenyomatai elektronikusan is elérhetőek.